# Campanula rosmarinifolia
Campanula rosmarinifolia là loài thực vật có hoa trong họ Hoa chuông. Loài này được Kerr mô tả khoa học đầu tiên năm 1936.